# Peter Heather
Peter Heather (Noord-Ierland, 1960) is een Brits historicus van de late oudheid en de vroege middeleeuwen. Hij is een expert op het gebied van de Grote Volksverhuizing en hoe de dynamiek daarvan mede oorzaak is geweest van de Val van het West-Romeinse Rijk.
Hij werd opgeleid aan Maidstone Grammar School en New College, een van de colleges van de Universiteit van Oxford. In 1987 promoveerde hij op een proefschrift over de wederwaardigheden van de Goten in de Balkan in de periode van 350 tot 500 n.Chr
Vanaf 2008 is hij hoogleraar middeleeuwse geschiedenis aan King's College in Londen. Hij is eerder verbonden geweest aan de University College London en de Yale University en was tot en met december 2007 fellow en tutor in de middeleeuwse geschiedenis op Worcester College, een van de colleges van de Universiteit van Oxford.

## Onderzoek
Als historicus is Heather gespecialiseerd in de late oudheid en de vroege middeleeuwen, vooral de relaties tussen het Romeinse Rijk en "barbaarse" volkeren, en op de etniciteit van Germaanse volkeren. Zijn uitgebreide werken over de Goten worden beschouwd als de best beschikbare over het onderwerp.
In zijn vroegste werken verwierp Heather de Getica van Jordanes meestal als een waardevolle bron over de vroeggotische geschiedenis. In latere jaren, als gevolg van vooruitgang in de archeologie, is Heather hier grotendeels op teruggekomen, en beschouwt de hij Getica nu als gedeeltelijk gebaseerd op Gotische tradities.
Heather staat afwijzend tegenover de kerntraditie (Duits: Traditionskern) zoals verkondigd door de Vienna School of History en waarvan de historice Reinhard Wenskus, Herwig Wolfram en Walter Pohl exponenten zijn.  Deze theorie stelt dat de samenstelling van de Germaanse stammen binnen het rijk voortdurend veranderde, en dat sprake was van multi-etnische coalities die bijeen werden gehouden door een kleine krijgerselite. In plaats daarvan stelt Heather dat het de vrije mannen waren die de ruggengraat van Germaanse stammen vormden, en dat de etnische identiteit van stammen zoals de Goten eeuwenlang stabiel was en bij elkaar werd gehouden door deze klasse van vrijen.
Heather heeft verschillende werken geschreven over de val van het West-Romeinse Rijk. In tegenstelling tot andere historici van de late 20e eeuw, beweert Heather dat het de bewegingen van "barbaren" in de migratieperiode waren die geleid hebben tot de ineenstorting van het West-Romeinse Rijk. Hij verkondigt de traditionele opvatting dat met de komst van de Hunnen op de Pontische steppe aan het einde van de 4e eeuw deze deze migraties in gang zette. Heather's benadering verschilt van veel ander historici die sinds het einde van de 20e eeuw, de neiging hebben om het belang van migratie in de val van het West-Romeinse Rijk te bagatelliseren. Guy Halsall groepeert Heather samen met Neil Christie en E.A. Thompson als een van de zogenaamde Movers, die de ineenstorting van het West-Romeinse Rijk herleiden tot externe migratie. Deze staan in contrast met de Shakers, waaronder Patrick Amory en Jean Durliat, die de ineenstorting vooral wijten aan interne ontwikkelingen binnen het rijk, en beweren dat de barbaren moedwillig maar vreedzaam door de Romeinen in het rijk werden geïntegreerd. De Movers en Shakers zijn grotendeels verdeeld, zoals de Germanisten en Romanisten in het begin van de 20e eeuw waren.
Michael Kulikowski, een vertolker van der andere stroming, heeft Kulikowski Heather geprezen voor zijn werken over de Gotische geschiedenis, maar is zeer kritisch
op zijn kijk op de gebeurtenissen. Hij beschuldigd Heather van een "neo-romantische visie op de massale migraties van vrije Germaanse volkeren" en zegt dat daarmee "een biologische benadering van etniciteit nieuw leven wordt inblazen".  Volgens Kulikowski komt Heather " gevaarlijk dicht in de buurt van het nabootsen van de oude, volkische notie van een inherent "Germaans" geloof in vrijheid."
Guy Halsall volgt Kuliwolski in diens kritiek en gaat hierin nog verder door te stellen dat Heather en andere Oxford-historici verantwoordelijk zijn geweest voor "een academische contrarevolutie" van groot belang, en dat ze opzettelijk een "voedingsbodem" bieden aan extreemrechtse extremisten zoals Anders Behring Breivik.

## Selecte lijst van publicaties
- (en)  The Goths and the Balkans, A.D. 350-500, University of Oxford, DPhil thesis 1987.
- (en)  Goths and Romans 332-489, Oxford: Clarendon Press, 1991.
- (en)  ‘The Huns and the End of the Roman Empire in Western Europe’, English Historical Review cx, 1995, pag. 4-41
- (en)  The Goths, Oxford: Blackwell Publishing, 1996.
- (en)  The Visigoths from the Migration Period to the Seventh Century. An ethnographic perspective, Woodbridge: Boydell, 1999.
- (en)  The Fall of the Roman Empire, London: Macmillan, 2005 en London: Pan Books, 2006.
- (en)  The Fall of the Roman Empire. A New History of Rome and the Barbarians, Oxford: Oxford University Press, 2006.
- (en)  Empires and Barbarians. Migration, Development and the Birth of Europe, London: Macmillan, 2009.